# Eilema pseudosoror
Eilema pseudosoror är en fjärilsart som beskrevs av De Toulgoët 1956. Eilema pseudosoror ingår i släktet Eilema och familjen björnspinnare. Inga underarter finns listade i Catalogue of Life.